# Эбнер, Нейт
Нейтан Эбнер (англ. Nathan Ebner, 14 декабря 1988, Даблин, Огайо) — профессиональный американский футболист и регбист. Выступает на позициях сэйфти и игрока специальных команд в клубе НФЛ «Нью-Йорк Джайентс». Трёхкратный победитель Супербоула в составе «Нью-Ингленд Пэтриотс».
Выступал за сборные США по регби возрастных категорий до 19 и до 20 лет. Входил в состав национальной сборной по регби-7 на летних Олимпийских играх 2016 года. 
С февраля 2020 года является одним из миноритарных владельцев клуба Главной лиги регби «Нью-Ингленд Фри Джекс».

## Ранние годы
Нейт Эбнер родился 14 декабря 1988 года в городе Даблин в штате Огайо. Его детство прошло в Цинциннати и Колумбусе. В футбол Эбнер начал играть в средней школе, выходил на позиции раннинбека. Позже он ушёл из футбольной команды из-за разногласий с тренером по поводу места на поле и начал играть в регби. Его отец Джефф также занимался этим видом спорта, входил в состав сборной США на Маккабианские игры. В 2008 году Джефф Эбнер был ранен при попытке ограбления и позже скончался в больнице.

## Американский футбол

### Любительская карьера
В 2007 году Эбнер поступил в Университет штата Огайо, болельщиком команды которого он был в детстве. В футбол он начал играть только в 2009 году, на третий год обучения, не имея спортивной стипендии. Нейт выходил на поле на месте сэйфти и в составе специальных команд. В дебютном сезоне он стал победителем турнира конференции Big Ten и выиграл Роуз Боул. Всего в своей студенческой карьере Эбнер сыграл 36 матчей в трёх сезонах. 

#### Статистика выступлений в NCAA
| Сезон | Команда            | Игры | Захваты | Захваты | Захваты | Захваты | Захваты | Перехваты | Перехваты | Перехваты | Перехваты | Перехваты | Фамблы | Фамблы | Фамблы | Фамблы |
| Сезон | Команда            | Игры | Solo    | Ast     | Tot     | Loss    | Sk      | Int       | Yds       | Y/R       | TD        | PD        | FR     | Yds    | TD     | FF     |
| ----- | ------------------ | ---- | ------- | ------- | ------- | ------- | ------- | --------- | --------- | --------- | --------- | --------- | ------ | ------ | ------ | ------ |
| 2009  | Огайо Стейт Бакайс | 12   | 5       | 2       | 7       | 0,0     | 0,0     | 0         | 0         | 0,0       | 0         | 0         | 0      | 0      | 0      | 0      |
| 2010  | Огайо Стейт Бакайс | 12   | 6       | 6       | 12      | 0,0     | 0,0     | 0         | 0         | 0,0       | 0         | 0         | 0      | 0      | 0      | 0      |
| 2011  | Огайо Стейт Бакайс | 12   | 7       | 4       | 11      | 1,0     | 1,0     | 0         | 0         | 0,0       | 0         | 0         | 0      | 0      | 0      | 0      |
| Всего | Всего              | 36   | 18      | 12      | 30      | 1,0     | 1,0     | 0         | 0         | 0,0       | 0         | 0         | 0      | 0      | 0      | 0      |

### Профессиональная карьера
На драфте НФЛ 2012 года Эбнер был выбран в шестом раунде клубом «Нью-Ингленд Пэтриотс». В дебютном сезоне он преимущественно выходил на поле в составе специальных команд и сделал семнадцать захватов, уступив по этому показателю лишь Мэттью Слейтеру. Всего в составе «Пэтриотс» он отыграл восемь сезонов, приняв участие в 111 матчах регулярного чемпионата и 16 играх плей-офф. Трижды вместе с командой он становился победителем Супербоула, а также заслужил репутацию одного из лучших игроков специальных команд в лиге. Весной 2020 года Эбнер подписал контракт с «Нью-Йорк Джайентс», главным тренером которых был назначен Джо Джадж, ранее работавший координатором специальных команд «Пэтриотс». 

#### Статистика выступлений в НФЛ

##### Регулярный чемпионат
| Сезон | Команда              | Игры | Захваты | Захваты | Захваты | Захваты | Захваты | Перехваты | Перехваты | Перехваты | Перехваты | Перехваты | Фамблы | Фамблы | Фамблы | Фамблы |
| Сезон | Команда              | Игры | Solo    | Ast     | Tot     | Loss    | Sk      | Int       | Yds       | Y/R       | TD        | PD        | FR     | Yds    | TD     | FF     |
| ----- | -------------------- | ---- | ------- | ------- | ------- | ------- | ------- | --------- | --------- | --------- | --------- | --------- | ------ | ------ | ------ | ------ |
| 2012  | Нью-Ингленд Пэтриотс | 15   | 12      | 2       | 14      | 0       | 0,0     | 0         | 0         | 0,0       | 0         | 0         | 0      | 0      | 0      | 0      |
| 2013  | Нью-Ингленд Пэтриотс | 15   | 3       | 6       | 9       | 0       | 0,0     | 0         | 0         | 0,0       | 0         | 0         | 2      | 0      | 0      | 0      |
| 2014  | Нью-Ингленд Пэтриотс | 12   | 7       | 4       | 11      | 0       | 0,0     | 0         | 0         | 0,0       | 0         | 0         | 0      | 0      | 0      | 0      |
| 2015  | Нью-Ингленд Пэтриотс | 15   | 10      | 3       | 13      | 0       | 0,0     | 0         | 0         | 0,0       | 0         | 0         | 0      | 0      | 0      | 0      |
| 2016  | Нью-Ингленд Пэтриотс | 16   | 13      | 6       | 19      | 0       | 0,0     | 0         | 0         | 0,0       | 0         | 0         | 1      | 0      | 0      | 1      |
| 2017  | Нью-Ингленд Пэтриотс | 9    | 5       | 3       | 8       | 0       | 0,0     | 0         | 0         | 0,0       | 0         | 0         | 0      | 0      | 0      | 0      |
| 2018  | Нью-Ингленд Пэтриотс | 15   | 4       | 9       | 13      | 0       | 0,0     | 0         | 0         | 0,0       | 0         | 0         | 0      | 0      | 0      | 0      |
| 2019  | Нью-Ингленд Пэтриотс | 14   | 7       | 1       | 8       | 0       | 0,0     | 0         | 0         | 0,0       | 0         | 0         | 0      | 0      | 0      | 0      |
| 2020  | Нью-Йорк Джайентс    | 9    | 3       | 2       | 5       | 0       | 0,0     | 0         | 0         | 0,0       | 0         | 1         | 0      | 0      | 0      | 0      |
| Всего | Всего                | 120  | 34      | 36      | 100     | 0       | 0,0     | 0         | 0         | 0,0       | 0         | 1         | 3      | 0      | 0      | 1      |

* На 13 ноября 2020 года

##### Плей-офф
| Сезон | Команда              | Игры | Захваты | Захваты | Захваты | Захваты | Захваты | Перехваты | Перехваты | Перехваты | Перехваты | Перехваты | Фамблы | Фамблы | Фамблы | Фамблы |
| Сезон | Команда              | Игры | Solo    | Ast     | Tot     | Loss    | Sk      | Int       | Yds       | Y/R       | TD        | PD        | FR     | Yds    | TD     | FF     |
| ----- | -------------------- | ---- | ------- | ------- | ------- | ------- | ------- | --------- | --------- | --------- | --------- | --------- | ------ | ------ | ------ | ------ |
| 2012  | Нью-Ингленд Пэтриотс | 2    | 1       | 1       | 2       | 0       | 0,0     | 0         | 0         | 0,0       | 0         | 0         | 0      | 0      | 0      | 0      |
| 2013  | Нью-Ингленд Пэтриотс | 2    | 0       | 0       | 0       | 0       | 0,0     | 0         | 0         | 0,0       | 0         | 0         | 0      | 0      | 0      | 0      |
| 2014  | Нью-Ингленд Пэтриотс | 3    | 0       | 0       | 0       | 0       | 0,0     | 0         | 0         | 0,0       | 0         | 0         | 0      | 0      | 0      | 0      |
| 2015  | Нью-Ингленд Пэтриотс | 2    | 0       | 1       | 1       | 0       | 0,0     | 0         | 0         | 0,0       | 0         | 0         | 0      | 0      | 0      | 0      |
| 2016  | Нью-Ингленд Пэтриотс | 3    | 2       | 1       | 3       | 0       | 0,0     | 0         | 0         | 0,0       | 0         | 0         | 0      | 0      | 0      | 0      |
| 2018  | Нью-Ингленд Пэтриотс | 3    | 2       | 0       | 2       | 0       | 0,0     | 0         | 0         | 0,0       | 0         | 0         | 0      | 0      | 0      | 0      |
| 2019  | Нью-Ингленд Пэтриотс | 1    | 0       | 0       | 0       | 0       | 0,0     | 0         | 0         | 0,0       | 0         | 0         | 0      | 0      | 0      | 0      |
| Всего | Всего                | 16   | 5       | 3       | 8       | 0       | 0,0     | 0         | 0         | 0,0       | 0         | 0         | 0      | 0      | 0      | 0      |

## Регби

### Юниорская карьера
Ещё будучи студентом, Эбнер привлекался в регбийные сборные США разных возрастных категорий. В 2007 году Нейт в составе сборной США, составленной из игроков не старше 19 лет, выступил на чемпионате мира по регби в Ирландии (его команда заняла 3-е место в дивизионе B), а в 2008 году в составе сборной США из игроков не старше 20 лет выступил на чемпионате мира этой возрастной категории, прошедшем в Уэльсе (команда заняла 16-е, последнее место). В обоих случаях Эбнер признавался самым ценным игроком национальных сборных.

### Олимпиада-2016
В начале 2016 года, спустя всего три дня после подписания очередного контракта с «Пэтриотс» Эбнер получил от клуба право на отпуск, которое позволяло ему побороться за место в сборной США по регби-7, которая готовилась в этом году сыграть на Олимпиаде в Рио-де-Жанейро. Эбнер последовал примеру таких звёздных регбистов, как Сонни Билл Уильямс, Брайан Хабана и Куэйд Купер, которые намеревались пробиться в основные составы своих сборных по регби-7 и завоевать путёвку на Олимпиаду
В апреле 2016 года в интервью ESPN тренер сборной США по регби-7 Майк Фрайдей сказал, что изначально оценивал шансы Эбнера попасть в олимпийскую сборную как «10 или 20%». Однако после этапов Мировой серии, прошедших в Гонконге и Сингапуре, Фрайдей стал высказываться иначе. Он стал утверждать, что шансы Эбнера составляют «50 на 50», но если он сохранит темп и направление своей деятельности, то гарантированно попадёт в сборную. По мнению Майка, Эбнер также сыграл критическую роль в коммуникации между игроками по ходу матча: используя опыт «Пэтриотс», которые выдавали каждому из игроков словарик с терминами и жаргонными словами из американского футбола (англ. comms book), он помог команде в дальнейшем избавиться от ряда недопониманий (некоторые члены команды называли один и тот же элемент игры разными словами). В июле 2016 года при оглашении окончательной заявки Купер был включён в состав сборной. В связи с этим на время пребывания Эбнера в расположении регбийной сборной «Пэтриотс» получили право дозаявить ещё одного человека в обход лимита в 90 человек для учебно-тренировочных сборов.
Купер стал первым действующим игроком НФЛ, который выступил на Олимпиаде в каком-либо виде спорта. Он сыграл в первых двух матчах против Аргентины (поражение 14:17) и против Бразилии (победа 26:0), причём в игре против Бразилии Эбнер занёс попытку в первом тайме и был удалён во втором тайме на две минуты за захват, выполненный с нарушением правил. В третьем матче против Фиджи при счёте 14:24 в пользу фиджийцев Эбнер занёс попытку, принеся команде пять очков: до конца второго тайма оставалось чуть больше минуты, и реализация позволяла бы сократить счёт до 21:24. Однако американцы реализацию не забили и проиграли 19:24, и именно этот промах стоил американцам выхода в четвертьфинал и продолжения борьбы. Американцы в итоге заняли 9-е место. По итогам сезона Мировой серии 2015/2016 Купер сыграл 10 матчей и набрал 10 очков благодаря двум попыткам.

### После Рио-де-Жанейро
В межсезонье 2018 года Эбнер приглашался NBC Sports для разбора и анализа игр чемпионата мира по регби-7, проходившего в Сан-Франциско. В феврале 2020 года Эбнер вместе с партнёром по «Пэтриотс» Патриком Чангом были представлены как миноритарные владельцы команды Главной лиги регби «Нью-Ингленд Фри Джекс».
В марте 2021 года с разрешения «Нью-Йорк Джайентс» и при их полной поддержке Эбнер отправился в расположение сборной США, рассчитывая по итогам тренировок попасть в заявку сборной США на Олимпиаду в Токио. Однако 22 июня он покинул расположение сборной США: по словам Эбнера, после окончания сезона он получил серьёзную травму, требовавшую вмешательства хирургов, и сроки реабилитации не давали ему никаких шансов сыграть на Олимпиаде.